# Häggenschwil
Häggenschwil är en ort och kommun i distriktet Sankt Gallen i kantonen Sankt Gallen, Schweiz. Kommunen har 1 431 invånare (2023).